# Ala Rogallo

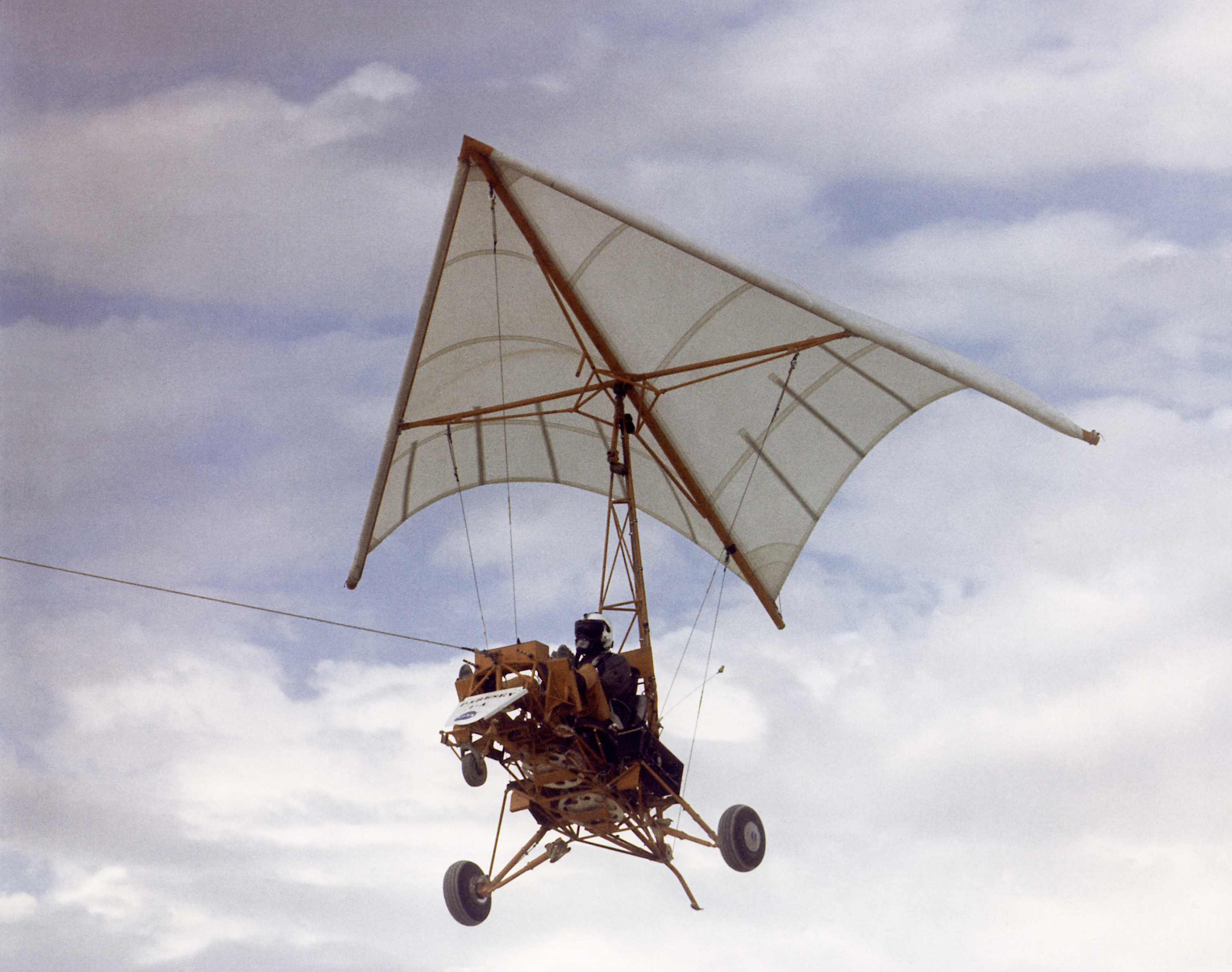
Planador Paresev de la NASA.

Les ales Rogallo (inventades per Francis Rogallo i així anomenades en el seu honor) són ales voladores senzilles i econòmiques amb propietats notables. De vegades es poden trobar en kits per jugar, però tanmateix s'han utilitzat per construir estels, paracaigudes, ala delta i ultralleugers.
Les ales de Rogallo són dues superfícies de mig con, que comparteixen un costat, amb els cons apuntant cap endavant. Les ales de Rogallo lentes tenen cons amples i poc profunds. Les ales de Rogallo ràpides, subsòniques i supersòniques tenen cons llargs, prims i punxeguts.
Les ales de Rogallo no són gaire eficients, però el seu disseny és flexible i econòmic. Les variants poden funcionar dins de la major part de la gama de nombres de Reynolds (gairebé amb tots els fluids reals, incloent l'aire, l'aigua, l'hidrogen i el diòxid de carboni ) des de velocitats subsòniques molt baixes (5 km/h a l'aire) fins a velocitats supersòniques molt altes (fins a Mach 25 a l'aire).
Una de les propietats especials de les ales Rogallo és que es poden construir a partir d'una membrana flexible (com una pel·lícula de plàstic o una vela de vaixell) i un marc en forma d'A. L'ús de pel·lícules i tubs de plàstic permet la fabricació d'ales Rogallo barates utilitzades en kits. Les ales grans de Rogallo es poden crear per ser plegades o enrotllades per emmagatzemar-les en paquets compactes, coneguts com caixes per ala delta.